# Cacilheiro

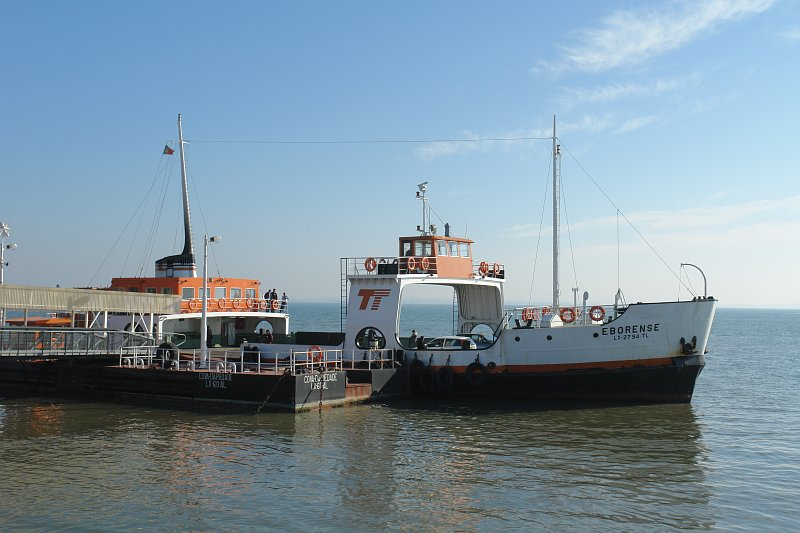
Cacilheiro no Cais do Sodré

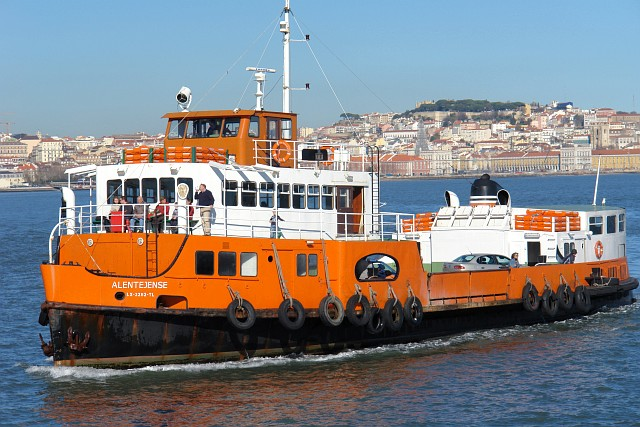
Cacilheiro em Cacilhas

Os cacilheiros são barcos que ligam as duas margens do rio Tejo. Como o próprio nome indica, partem de Cacilhas, em Almada, com destino a Lisboa (Cais das Colunas e Cais do Sodré).
Outrora, existiram barcos cacilheiros que partiam do Seixal, Montijo, Barreiro, Trafaria e Porto Brandão, actualmente substituídos pelos modernos catamarãs. Todos estes barcos pertencem às  empresas Transtejo e Soflusa. Até à construção da Ponte sobre o Tejo (inaugurada a 6 de Agosto de 1966) era a única ligação entre as duas margens do Tejo em Lisboa.
Alguns destes antigos barcos foram restaurados e reaproveitados para funcionar, por exemplo, como restaurante.

## Substituição
Em outubro de 2020, foi anunciado que a partir de 2022, cerca de 19 milhões de passageiros por ano farão a travessia entre as duas margens do rio Tejo sem emissões poluentes. Isto porque os cacilheiros que desde sempre marcaram a paisagem ribeirinha vão ser substituídos por 10 navios movidos a eletricidade que vão integrar a renovada frota da Transtejo.
A espanhola Astilleros Gondán venceu o concurso, num contrato com o valor global de 52,44 milhões de euros.